# Militærgrænsen
Militærgrænsen var betegnelsen for et område i det habsburgske rige, hvor indbyggerne var militært organiserede frie bønder. Militærgrænsen udgjorde grænseegnene mod det Osmanniske Rige, og soldaterne fra Militærgrænsen blev især sat ind mod dette. Den gik fra Adriaterhavet i vest til Banat i øst og forløb gennem det nuværende Kroatien (Ličko-senjska županija, Sisačko-moslavačka županija, Karlovačka županija, Brodsko-posavska županija og Vukovarsko-srijemska županija), Serbien (Beograd, Vojvodina) og Rumænien Județul Caraș-Severin.
Tilstedeværelsen af de serbiske mindretal i Kroatien skyldtes for en stor del, at serbere på flugt fra det Osmanniske Rige fik lov at bosætte sig her mod at stå til rådighed for Det habsburgske rige som en del af Militærgrænsen.
| Historie | Spire Denne historieartikel er en spire som bør udbygges. Du er velkommen til at hjælpe Wikipedia ved at udvide den. |